# N'aie pas peur
Ne doit pas être confondu avec Bi, n'aie pas peur !.
Pour plus de détails, voir Fiche technique et Distribution.
N'aie pas peur (No tengas miedo) est un film espagnol réalisé par Montxo Armendáriz, sorti en 2011.

## Fiche technique
Sauf indication contraire, les informations mentionnées dans cette section peuvent être confirmées par les bases de données cinématographiques  présentes dans la section « Liens externes ».
- Titre original : No tengas miedo
- Titre français : N'aie pas peur
- Réalisation : Montxo Armendáriz
- Scénario : Montxo Armendáriz, d'après une histoire de Montxo Armendáriz et María Laura Gargarella
- Photographie : Alex Catalán
- Montage : Fernando Franco
- Décors : Julio Torrecilla
- Costumes : Nereida Bonmatí
- Pays de production :  Espagne
- Langue originale : espagnol
- Genre : drame
- Format : couleurs - 2,35:1 - Dolby Digital
- Durée : 90 minutes
- Dates de sortie :
  - Espagne : 29 avril 2011
  - France : 31 octobre 2012

## Distribution
Sauf indication contraire, les informations mentionnées dans cette section peuvent être confirmées par les bases de données cinématographiques  présentes dans la section « Liens externes ».
- Lluís Homar : Padre
- Belén Rueda : Madre
- Núria Gago : Maite
- Cristina Plazas : Psicóloga
- Rubén Ochandiano : Toni
- Javier Pereira : Víctor
- Michelle Jenner : Silvia
- Adelfa Calvo : Testimonio Ester